# شهرستان دالنرچنسکی
شهرستان دالنرچنسکی (به لاتین: Dalnerechensky District) یک شهرستان در روسیه است که در سرزمین پریمورسکی واقع شده‌است.